# Law & Order: Criminal Intent (seizoen 6)
Dit artikel vat het zesde seizoen van Law & Order: Criminal Intent samen.

## Hoofdrollen
- Vincent D'Onofrio - rechercheur Robert Goren
- Chris Noth - rechercheur Mike Logan
- Kathryn Erbe - rechercheur Alexandra Eames
- Julianne Nicholson - rechercheur Megan Wheeler
- Eric Bogosian - hoofd recherche Danny Ross

## Terugkerende rollen
- Leslie Hendrix - dr. Elizabeth Rodgers
- Theresa Randle - assistent-officier van justitie Patricia Kent
- Bridget Regan - assistent-officier van justitie Claudia Shankly
- Neal Jones - hoofd recherche Bradshaw
- Rocco Sisto - politiecommissaris Fahey
- Tony Goldwyn - Frank Goren
- Rita Moreno - Frances Goren

## Afleveringen
| Nr. | Aflevering | Titel             | Regisseur                         | Schrijver(s)                                      | Selectie gastrollen | Uitzenddatum      |  |
| --- | ---------- | ----------------- | --------------------------------- | ------------------------------------------------- | --- | ----------------- |  |
| 112 | 1          | Blind Spot        | Norberto Barba                    | Charlie Rubin Warren Leight                       | John Glover - dr. Declan Gage Martha Plimpton - Jo Gage Carlos Leon - Enrique Zuella Carson Elrod - Steve Jana Robbins - ambassadeur Conington Abby Royle - Heidi Conington                                                          | 19 september 2006 |  |
| Wanneer de dochter van een voormalige ambassadeur vermoord wordt gevonden in haar huis gaan Goren en Eames op onderzoek uit. Hun eerste verdenking gaat uit naar de jaloerse ex-vriend van het slachtoffer. Maar als er nog een slachtoffer valt met dezelfde kenmerken als de werkwijze van een seriemoordenaar in het verleden krijgen de rechercheurs hulp van de oude mentor van Goren, Declan Gage. Ook de dochter van Declan, Jo, komt hen assisteren. Declan heeft veel ideeën over de dader en waarschuwt de rechercheurs dat de seriemoordenaar terug is gekomen om wraak te nemen. Als Eames ineens verdwijnt dan gaat al snel de beschuldiging richting Declan. Eames blijkt ontvoerd te zijn en is waarschijnlijk het volgende slachtoffer van de dader. Eames is geblinddoekt, haar handen zijn vastgebonden met ducttape en zij hangt aan een vleeshaak. Terwijl Declan ondervraagt wordt, wordt de auto van Eames gevonden met een nieuw slachtoffer in de kofferbak. Eames ziet de mogelijkheid om te ontsnappen, maar zij kan niet vertellen wie haar ontvoerder was. De nieuwe hoofd recherche Ross ondervraagt Declan terwijl Goren en Jo toekijken en discussiëren over deze zaak. Jo vertelt dat zij vroeger door haar vader niet als kind gezien werd en dat haar vader niet kan geloven dat een vrouw een seriemoordenaar kan zijn. Dan verklaart zij dat zij de moorden en ontvoering heeft gepleegd om zo haar vader ongelijk te geven.       |            |                   |                                   |                                                   | |                   |  |
| 113 | 2          | Tru Love          | Norberto Barba                    | Diana Son Warren Leight                           | Anton Yelchin - Keith Tyler Nick Gregory - dr. Grant Tyler Anne Dudek - Danielle McCaskin Jonathan LaPaglia - Jack McCaskin Claire Beckman - Suzette                                                                                 | 26 september 2006 |  |
| Wanneer plastische chirurg dr. Grant Tyler de dood vindt in een motorongeluk gaan Logan en zijn nieuwe partner, rechercheur Megan Wheeler, op onderzoek uit. Eerst gaan zij ervan uit dat dit een noodlottig ongeluk was, totdat zij sporen vinden van sabotage en het een moordzaak wordt. Hun onderzoek wijst uit dat het slachtoffer een affaire had met de lerares van zijn zoon Keith. Hierop verdenken zij de jaloerse echtgenoot van de lerares, maar dan komt Keith ook in beeld als dader. Nu moeten de rechercheurs uitzoeken wie de moord heeft gepleegd en waarom. |            |                   |                                   |                                                   | |                   |  |
| 114 | 3          | Siren Call        | Frank Prinzi                      | Julie Martin Warren Leight                        | David Warshofsky - Ray Wiznesky Signy Coleman - Joyce Wiznesky Mackenzie Jo Pardi - Emily Wiznesky Joel Gretsch - Jason Raines Brooke Shields - Kelly Sloane-Raines Adam LaVorgna - Brian Murphy John Driscoll - Dean Howard         | 3 oktober 2006    |  |
| Wanneer in The Hamptons het lichaam van een tienermeisje in haar auto wordt gevonden, na een avond stappen, gaan Goren en Eames op onderzoek uit. Als zij de stiefvader speken, een lokale politieagent, proeven zij dat er een spanning was in zijn gezin en dat zijn stiefdochter een rebelse manier van leven had. De stiefvader had het hier moeilijk mee en deed er alles aan om haar uit de buurt van zijn stervende echtgenote en zijn jongste kind te houden, om zo hen te beschermen. Na onderzoek van de telefoonrekening van het slachtoffer gaat het onderzoek een andere richting op, naar de baas van het slachtoffer die getrouwd is met een supermodel. Het blijkt dat hij al een lange tijd een affaire had met het slachtoffer. Als er nog een vermoedelijke minnaar van het slachtoffer naar voren komt wordt het moeilijk voor de rechercheurs om een verdachte te vinden, helemaal als er veel belemmering komt in het onderzoek van de lokale politiemacht. Uiteindelijk komen zij erachter dat de dader de stiefvader is, hij heeft gehandeld vanwege de stress die zij gaf in zijn gezin. Zodra de rechercheurs hem willen arresteren in zijn huis dreigt hij hen te doden en daarna zelfmoord te plegen. Dankzij de overredingskracht van Goren geeft hij zich gewonnen en geeft zich over, maar zodra zij buiten zijn grijpt hij een pistool van een politieagent en pleegt alsnog zelfmoord in de ogen van zijn familie en de rechercheurs. |            |                   |                                   |                                                   | |                   |  |
| 115 | 4          | Maltese Cross     | Jim McKay                         | Jacquelyn Reingold                                | Geoffrey Nauffts - Brendan Keele Nina Siemaszko - Claudia Duffy Jason Pendergraft - Ian Duffy Chance Kelly - Charlie Hugo | 10 oktober 2006   |  |
| Wanneer brandweerman Ian Duffy met tweeëntwintig messteken nog naar de brandweerkazerne kan rijden voordat hij overlijdt, gaan Logan en Wheeler op onderzoek uit. Het onderzoek vertelt hen dat Ian waarschijnlijk homoseksueel was, terwijl hij ook gewoon getrouwd was, en dan belanden zij in een gevecht met andere brandweermannen. Dit resulteert in een officieel onderzoek voor Logan en Wheeler. Terwijl de spanningen tussen de politie en brandweer blijft groeien, gaat het onderzoek gewoon door. Zij ontdekken dat twaalf jaar geleden een soort gelijke moord is gepleegd. Er blijkt dan een connectie te zijn met deze moord en de moord van twaalf jaar geleden met een vriend van Ian, Brendan Keele. |            |                   |                                   |                                                   | |                   |  |
| 116 | 5          | Bedfellows        | Frank Prinzi                      | Julie Martin Stephanie Sengupta Warren Leight     | Carrie Preston - Lena Copeland Missy Crider - Charlene Copeland Paul Fitzgerald - Ted Copeland Will Kempe - dr. Adlai Copeland Rip Torn - Jules Copeland Maximillian Sherer - Jeffrey Copeland                                       | 17 oktober 2006   |  |
| Wanneer de zoon van een rijke en prominente historicus naar 911 belt met de mededeling dat zijn ouders niet meer wakker worden, gaan Goren en Eames op onderzoek uit. Als zij arriveren bij de ouders vinden zij de man dood door vergiftiging en de vrouw die weigert haar dode man te verlaten. Als eerste onderzoeken zij de tuinman, hij had een affaire met de vrouw. Maar hij heeft een sluitend alibi, hij had meerdere affaires en deze bevestigen dat hij daar was tijdens de moord. Als zij dan de vrouw verdenken van de moord belandt zij in een psychose. Hierop verklaart haar zwager, die niet zo dol op haar is, dat zij de moord niet gepleegd kan hebben omdat zij mentaal onstabiel is en dus dit niet gepland kan hebben. Dan wordt de broer van het slachtoffer een verdachte, een onverantwoordelijk persoon die altijd in geldnood verkeerd en bijna alles kan kwijtraken omdat de geldkraan dichtgedraaid wordt door de vader. Als dan de broer ook vermoord wordt gevonden gaat de interesse van de rechercheurs naar de twee vrouwen van de slachtoffers, beide met een motief voor de dood van hun man. |            |                   |                                   |                                                   | |                   |  |
| 117 | 6          | Masquerade        | Christine Moore                   | Gina Gionfriddo Warren Leight                     | Bill Irwin - Nate Royce Dashiell Eaves - Jamie Royce Sean Patrick Monahan - jonge Jamie Royce Geneva Carr - Faith Yancy Kristin Rohde - Linda Bonnardi Liza Minnelli - Beth Harner                                                   | 31 oktober 2006   |  |
| Goren en Eames reizen af naar Vietnam om daar een verdachte op te halen en hem naar New York te brengen voor de rechtszaak. De verdachte heeft bekend in een langlopende moordzaak van een jeugdige schoonheidskoningin. Ondanks dat hij feiten weet die alleen de politie en de familie van het slachtoffer kunnen weten, twijfelt Goren aan zijn schuld. De rechercheurs starten een onderzoek om erachter te komen of hij de werkelijke dader is. Ze ontdekken dat de moeder van het slachtoffer, de buurman die geld verdient met het schrijven van boeken over de moord en de zoon van de buurman allen een motief hadden om haar te vermoorden. Ook wordt ontdekt dat het eerste onderzoek, veertien jaar geleden, geleid werd door een beginnend rechercheur. De rechercheurs denken dat de dader dichter bij huis is dan eerst gedacht. |            |                   |                                   |                                                   | |                   |  |
| 118 | 7          | Country Crossover | Bill L. Norton                    | Gina Gionfriddo Warren Leight                     | Agnes Bruckner - May Kohl Sudduth - Zach Evan Parke - Gorro Griffin Dunne - Seamus Flaherty Al Sapienza - advocaat van Seamus Flaherty C.J. Wilson - Jeff                                                                            | 7 november 2006   |  |
| Wanneer een muziekproducent vermoord wordt gevonden voor zijn opnamestudio gaan Logan en Wheeler op onderzoek uit. Eerst denken zij dat de moord met zijn werk te maken heeft, maar al snel denken zij dat de moord een romantische achtergrond heeft. Als het onderzoek voortzet vinden zij meerdere verdachten; zakenpartners, ontevreden cliënten en vrienden, elk met hun eigen motief. De lijst van verdachten is inclusief een ambitieuze jonge zangeres die waarschijnlijk een affaire had met het slachtoffer, haar jaloerse vriend en een duistere nachtclubeigenaar. |            |                   |                                   |                                                   | |                   |  |
| 119 | 8          | The War at Home   | Darnell Martin                    | Julie Martin Diana Son Warren Leight              | Michael Biehn - adjunct politiecommissaris Leland Dockerty Fran Drescher - Elaine Dockerty Betty Gilpin - Amanda Dockerty Shane McRae - Wesley Burkhartz Jill Flint - Trisha                                                         | 14 november 2006  |  |
| Wanneer iedereen aan de Thanksgiving Day-maaltijd wil beginnen komt er een melding binnen van een vermissing, het betreft de dochter van de adjunct-politiecommissaris. Goren en Eames worden opgeroepen om mee te helpen met de zoektocht. De dochter is een soldaat en een Irakveteraan en na een lange zoektocht wordt haar lichaam gevonden in een olievat. Eerst vermoeden de rechercheurs dat de moord met terrorisme te maken heeft, maar dieper onderzoek onthult een ander verhaal. Ondertussen heeft Goren een persoonlijke crisis, zijn moeder Frances is opgenomen in het ziekenhuis met terminale kanker. Haar geest takelt snel af en veroorzaakt een paranoïde gedrag wat Goren tot wanhoop drijft, hierdoor komt hij geregeld in aanvaring met Eames en Ross. |            |                   |                                   |                                                   | |                   |  |
| 120 | 9          | Blasters          | Constantine Makris                | Charlie Rubin Warren Leight                       | Traci Godfrey - rechercheur Agnes Farley Matt Keeslar - Willie 'Kirk' Tunis Masiela Lusha - Mira Stivi Paskoski - Ditmir Minojilj Mark La Mura - Bergmann                                                                            | 21 november 2006  |  |
| Wanneer een lichaam van een man wordt gevonden gaan Logan en Wheeler op onderzoek uit. De man blijkt vermoord te zijn en het betreft de voormalige tienerster Alvin Stevens, en nu willen de rechercheurs gaan onderzoeken wie een motief had voor deze moord. Hun onderzoek leidt hen al snel naar vervalste dvd's, de Albanese maffia en een andere tienerster die is blijven hangen in het verleden. |            |                   |                                   |                                                   | |                   |  |
| 121 | 10         | Weeping Willow    | Tom DiCillo                       | Stephanie Sengupta Warren Leight                  | Michelle Trachtenberg - Lisa Willow Tyler Michael Godere - D. Holden Foster Cinqué Lee - studiegenoot Holden Wallace Shawn - film professor Larry King - zichzelf Julie McNiven - Suzie Waller                                       | 28 november 2006  |  |
| Wanneer tijdens een live-uitzending de populaire vlogger Willow wordt ontvoerd, gaan Logan en Wheeler op onderzoek uit. De rechercheurs beginnen met hun onderzoek terwijl zij hun twijfels hebben over het feit of zij werkelijk ontvoerd is. Terwijl zij de echte identiteit van Willow, haar vriend Holden en de ontvoerders willen achterhalen komt er een online videoboodschap op het internet van de ontvoerder met een eis voor losgeld. In deze videoboodschap eist hij ook dat de fans van Willow naar een website gaan om zo haar leven te sparen. Het onderzoek neemt een onverwachte wending als een voormalige studiegenoot van Holden de rechercheurs een scenario geeft dat hij in het verleden geschreven heeft, en wat verdacht veel overeenkomsten heeft met de ontvoering van Willow. |            |                   |                                   |                                                   | |                   |  |
| 122 | 11         | World's Fair      | Steve Shill                       | Julie Martin Jacquelyn Rheingold Warren Leight    | Maulik Pancholy - Dani Hasni Meera Simhan - Safia Hasni Mahira Kakkar - Meena Hasni Erick Avari - Kazi Hasni Jason Cerbone - Rudy Ventano Patti D'Arbanville - Cecilia Tony Lo Bianco - Joseph                                       | 2 januari 2007    |  |
| Wanneer het lichaam van een Pakistaanse/Amerikaanse studente, onder de Unisphere, wordt gevonden gaan Logan en Wheeler op onderzoek uit. Zij blijkt vermoord te zijn en de rechercheurs denken dat het een racistische moord is. Het blijkt dat zij een Italiaanse/Amerikaanse vriend had waar haar familie niet zo blij mee was. Na de autopsie blijkt dat zij zwanger was van haar vriend en dat zij met hem wilde trouwen, maar haar familie had al een huwelijk voor haar geregeld. De rechercheurs gaan nu de vriend ondervragen en daarna de familie van het slachtoffer als van de vriend. Dan blijkt de moord gepleegd te zijn uit eerwraak door iemand die dicht bij het slachtoffer stond. |            |                   |                                   |                                                   | |                   |  |
| 123 | 12         | Privilege         | Jean de Segonzac                  | Warren Leight Julie Martin Siobhan Byrne O'Connor | Richard Kind - Ernest Foley D.W. Moffett - Grant Harrington Doris Roberts - Virginia Harrington Kay Story - Cheryl Harrington Margaret Laney - Isabel Harrington Kenneth Tigar - Terrence Winthrop Caprice Benedetti - Leslie Mercer | 9 januari 2007    |  |
| Wanneer een verslaggeefster en haar vriend, een yogaleraar, vermoord worden gevonden in haar appartement gaan Goren en Eames op onderzoek uit. Als zij beginnen met het onderzoek wordt het al snel duidelijk dat de verslaggeefster een kleindochter is van een rijke, machtige en aristocratische familie in New York. De rechercheurs zetten hun onderzoek voort en richten hun aandacht op de getrouwde vader van de achttien maanden oude baby van het slachtoffer. Maar als zij dieper graven ontdekken zij dat het slachtoffer een boekje open wilde doen over duistere familiegeheimen, dit was tegen de wens van haar familie. |            |                   |                                   |                                                   | |                   |  |
| 124 | 13         | Albatross         | Frank Prinzi                      | Marsha Norman Warren Leight                       | Donna Murphy - Maureen Pagolis Xander Berkeley - George Pagolis Mike Colter - Dave Oldren Geneva Carr - Faith Yancy Mark Consuelos - landsadvocaat Berner Kris Eivers - Floyd                                                        | 6 februari 2007   |  |
| Ross is getuige van het naspelen van een historisch duel uit 1804, bij het lossen van de schoten valt een van de deelnemers neer. Hij, een rechter, blijkt neergeschoten te zijn met een echte kogel en Goren en Eames worden op deze zaak gezet. De rechercheurs onderwerpen de tegenstander van de rechter in het duel aan een onderzoek, een prominente, corrupte en vrouwenverslindende politicus. Deze politicus is getrouwd met een vrouw die kandidaat is voor een komend burgemeesterschap. Ondanks dat de politicus niet helemaal geëlimineerd is als verdachte, geeft hij een alibi wat onthult dat niet de rechter het doelwit was maar hijzelf. De rechercheurs gaan nu dieper graven in de zaak en komen dan uit bij een verrassende verdachte. |            |                   |                                   |                                                   | |                   |  |
| 125 | 14         | Flipped           | Jim McKay                         | Charles Kipps Warren Leight                       | Sticky Fingaz - rechercheur Harry Williams Aunjanue Ellis - Carmen Rivera Bokeem Woodbine - Gordon 'G-Man' Thomas Andre Royo - Luther Pinkston Fab 5 Freddy - Terrence 'Fulla T' Smith                                               | 13 februari 2007  |  |
| Wanneer een jonge hiphop artiest neergeschoten wordt, nadat hij een radiostation verliet waar hij een interview gaf over zijn laatste hit, gaan Logan en Wheeler op onderzoek uit. Tijdens het onderzoek komen zij erachter dat het slachtoffer getuigen van misdaden aanmoedigde om dit aan te geven bij de politie. De rechercheurs ondervragen een getuige van de schietpartij en hij onthult dat hij een undercoveragent is van een speciale afdeling die gespecialiseerd is in de hiphop wereld. Hij waarschuwt de rechercheurs om goed op te letten voor wraakacties. De rechercheurs besluiten om met de undercoveragent samen te werken, maar op het moment dat zij gaan samenwerken vinden zij verschillende getuigen dood. Op het moment dat de zaak zeer complex begint te worden vermoeden de rechercheurs dat de undercoveragent misschien aan de verkeerde kant van de wet werkt. |            |                   |                                   |                                                   | |                   |  |
| 126 | 15         | Brother's Keeper  | Ken Girotti                       | Marsha Norman Warren Leight                       | Tom Arnold - predikant Calvin Riggins Chris Lindsay-Abaire - Marjorie Riggins Reg Rogers - dr. James Corliss Michael Nouri - Elder Roberts Brian Letscher - Diego                                                                    | 20 februari 2007  |  |
| Wanneer na een demonstratie de vrouw van een bekende televisiepredikant vermoord wordt gevonden gaan Goren en Eames op onderzoek uit. Op het eerste gezicht lijkt dat de moord is voortgekomen door een poging van chantage. Maar verder onderzoek leidt de rechercheurs naar een mysterieuze dvd, en een relatie tussen de televisiepredikant en een hoer. Ondertussen denkt Goren dat zijn werk te lijden heeft door zijn terminale zieke moeder Frances. Ook speelt de verschijning van zijn broer Frank die een gokprobleem heeft mee. |            |                   |                                   |                                                   | |                   |  |
| 127 | 16         | 30                | Andrei Belgrader Jean de Segonzac | Charlie Rubin Warren Leight                       | Lee Tergesen - Josh Lemle Linda Larkin - Miriam Lemle Lucas Savage - Kenny Lemle Miriam Shor - Rebecca Slater Chris Bauer - Murtaugh Ned Eisenberg - Artie Ableson Kristen Schaal - Alana Binder                                     | 27 februari 2007  |  |
| Verslaggever Josh Lemle komt bij Logan met de mededeling dat hij vermoord wordt en vraagt hem om hulp. Josh is een oude bekende van Logan, hij heeft hem in het verleden gesteund toen Logan in de problemen kwam met zijn werk. Logan en Wheeler gaan op onderzoek uit, na medisch onderzoek blijkt dat Josh vergiftigd is met Polonium. Zij willen nu uitzoeken wie hem vergiftigd heeft, maar de rechercheurs merken dat Josh hen niet alles heeft verteld. Het blijkt dat er een vrouw in het spel is waar Josh niet alles over wil vertellen, omdat hij met haar een affaire heeft gehad. RIVM en de FBI mengen zich in het onderzoek en de zoektocht breidt zich uit in heel de stad New York, zij zetten er spoed achter omdat iedereen antwoorden wil hebben. |            |                   |                                   |                                                   | |                   |  |
| 128 | 17         | Players           | Tom DiCillo                       | Peter Blauner Warren Leight                       | Christian Hoff - Thomas M. Grady jr. Harris Yulin - Thomas M. Grady sr. Michael Stahl-David - Riordan Grady John Dossett - rechter Nicholas Fenner sr. Seth Gilliam - rechercheur Daniels Paul O'Brien - Pete Wheeler                | 27 maart 2007     |  |
| De zoon van een rechter wordt vermoord gevonden en Logan en Wheeler gaan op onderzoek uit. De moord vond plaats net nadat de rechter een beruchte rapper heeft veroordeeld en de rechercheurs denken dat er een verband is. Al snel ontdekken zij dat het motief in de privésfeer van het slachtoffer te vinden is. Een zoon van een vriend van de rechter zou de moord hebben gepleegd uit wraak voor het opsluiten, lang geleden, van zijn opa. Ondertussen ontdekt Wheeler dat haar lang vermiste vader nog leeft en is verwikkeld in duistere zaken. |            |                   |                                   |                                                   | |                   |  |
| 129 | 18         | Silencer          | Dean White                        | Marygrace O'Shea Warren Leight                    | Bill O'Brien - rechercheur Peter Lyons Alexandria Wailes - Malia Gallo Garrett Zuercher - Tommy Kellerman Bridget Regan - Claudia Shankly Deanne Bray - Dean Price Timothy Carhart - dr. Strauss Raynor Scheine - Antonio            | 3 april 2007      |  |
| Wanneer een oorchirurg in zijn praktijk wordt vermoord gaan Goren en Eames op onderzoek uit. Zij ontdekken dat het slachtoffer recent een getuigenis heeft afgelegd in een rechtszaak tussen een controversionele cochleair implantaat en leden van de dovengemeenschap. Als snel gaat hun aandacht naar een andere dokter die een cochleair implantaat heeft geplaatst bij een baby, deze baby stierf niet veel later aan een infectie. Terwijl deze dokter nog verdacht wordt geeft hij een alibi, hierop besluiten de rechercheurs samen te gaan werken met een rechercheur die veel ervaring heeft met de dovengemeenschap en gebarentaal. Dit omdat zij deze zaak tot de bodem willen uitzoeken in welke niemand bereid is om met de politie te praten. |            |                   |                                   |                                                   | |                   |  |
| 130 | 19         | Rocket Man        | Michael Smith                     | Julie Martin Siobhan Bryne O'Connor Warren Leight | Tate Donovan - commandant Luke Nelson Amy Ryan - Edie Nelson Charissa Chamorro - Sandy Del Gado Michael Cumpsty - Mark Schaeffer Peter Bradbury - majoor Craig Hurley                                                                | 1 mei 2007        |  |
| Wanneer een astronaute vermoord wordt gevonden in haar hotelkamer gaan Goren en Eames op onderzoek uit. Zij was in New York] voor een persconferentie over de aankomende ruimtereis. Het onderzoek leidt de rechercheurs als eerste naar een ex-vriend en jaloerse collega's van het slachtoffer. Na verder onderzoek ontdekken zij een verband tussen een achterdochtige getrouwde spaceshuttle-commandant waarmee het slachtoffer een affaire had, en een vrouwelijke collega die een vriendin was van de vrouw van de commandant. Als de rechercheurs denken dat zij de zaak bijna opgelost hebben krijgen zij ineens een onverwachte wending. Het blijkt dat de vrouw van de commandant Sandy, een jaloerse collega, liet geloven dat haar man van haar hield door uit zijn naam cadeaus en e-mails te sturen. Zelf gaf zij Sandy een handlotion met steroïden voor haar droge huid, dit zorgde ervoor dat zij zeer paranoïde werd. Zij kon het daarom niet aan dat het slachtoffer met haar geliefde sliep en besloot hierop haar te vermoorden. |            |                   |                                   |                                                   | |                   |  |
| 131 | 20         | Bombshell         | Darnell Martin                    | Julie Martin Warren Leight                        | Peter Bogdanovich - George Merritt David Cross - Ronnie Chase Ever Carradine - Jolene Kathleen Chalfant - Bessie Holland Jill Larson - Clara Holland Kristy Swanson - Lorelai Mailer Ashlie Atkinson - Lisa Williams                 | 8 mei 2007        |  |
| Wanneer de zoon van een beroemdheid onder verdachte omstandigheden komt te overlijden gaan Logan en Wheeler op onderzoek uit. Het blijkt dat de zoon is overleden aan de gevolgen van een overdosis antidepressiva/methadon gedurende een opname van een realityserie. Tijdens het onderzoek komt de moeder ook ineens onder verdachte omstandigheden te overlijden, zij was net bevallen van een baby. Eerst verdenken de rechercheurs de partner en manager van het overlijden van zowel de zoon als de moeder. Dan blijkt de kinderjuffrouw en zus van de moeder ook een aandeel te hebben in het overlijden van beiden. |            |                   |                                   |                                                   | |                   |  |
| 132 | 21         | Endgame           | Jean de Segonzac                  | Kate Rorick Warren Leight                         | Roy Scheider - Mark Ford Brady Mark Linn-Baker - Wally Stevens J. Smith-Cameron - Miss Hill Jenna Stern - Miss Hayworth James Murtaugh - eigenaar studio Geoffrey Cantor - advocaat van Dukay                                        | 14 mei 2007       |  |
| Wanneer gevangene Mark Ford Brady, die wacht op zijn doodstraf, vraagt of hij met rechercheur Goren kan praten gaat hij hier op in. Als Goren met hem een ontmoeting heeft laat Brady hem een plakboek zien met foto's van vrouwen die in het verleden zijn vermoord, van sommige was de dader nog niet gevonden. Eames helpt Goren met het uitzoeken van de identiteit van deze vrouwen. Dan stuiten zij op een oude foto van een vrouw, deze vrouw blijkt de moeder van Goren te zijn. Dankzij de hulp van zijn broer Frank leert Goren een geheim over zijn moeder. Dit terwijl de laatste dagen geteld zijn van zijn terminale zieke moeder. |            |                   |                                   |                                                   | |                   |  |
| 133 | 22         | Renewal           | Norberto Barba                    | Jacquelyn Reingold Warren Leight                  | Kelli Williams - Holly Lauren / Kathleen Shaw Alec Von Bargen - Julian Shaw Brooke Tansley - Belle Duffy Erik Jensen - Boyd Leslie Lyles - mrs. Trebay Joe Forbrich - rechercheur Jim Fry                                            | 21 mei 2007       |  |
| Een politiecadet stopt een winkelovervaller en wordt hierdoor als held ontvangen in de media, even later wordt hij vermoord gevonden in de kofferbak van zijn auto. Logan en Wheeler gaan op onderzoek uit en gaan ervan uit dat de moord te maken heeft met de winkelovervaller. Maar dan ontdekken zij dat de vriendin van het slachtoffer ineens vermist wordt en dat de vrouw een mysterieus leven leidt met meerdere identiteiten. Ondertussen leert Logan een leuke vrouw kennen en ze hebben een leuke avond in het café. Als hij de volgende avond op haar wacht komt zij niet opdagen, op weg naar huis vindt hij haar dood. De rechercheurs van deze zaak denken dat zij zelfmoord heeft gepleegd, Logan gelooft dit niet en stelt een eigen onderzoek in. Later blijkt dat de vrouw inderdaad zelfmoord heeft gepleegd, omdat zij op de vlucht was van haar gewelddadige ex-man. |            |                   |                                   |                                                   | |                   |  |